# أنجي بونينو
أنجي بونينو (بالإسبانية: Angie Bonino)‏ هي فنانة تنصيبية بيروفية، ولدت في 1974.